# ヤブノウサギ
ヤブノウサギ（ヨーロッパノウサギ、学名: Lepus europaeus）は、ヨーロッパやアジアの一部に生息するウサギ目ウサギ科ノウサギ属に属する生物の一種である。英語圏ではbrown hareと呼ばれている。ノウサギ属最大の種であり、温暖な広原に適応した種である。草食性で主に草を食べるが、特に冬には補助的に小枝や芽、樹皮、農作物を食べる。天敵は猛禽類、イヌ科、ネコ科の動物である。天敵から速い速度で逃れるために長く強い脚と大きな鼻腔を持つ。
普段は夜行性で警戒心が強いが、春には白昼に野で追いかけ合いをしていることもある。春には興奮し時折、前脚で殴り合う形でボクシングをすることがある。これは雄同士の争いではなく、雌がつがいになる準備ができていないことを示すため、または雄の決意を測るために雌が雄を殴っているのである。雌の巣は巣穴というよりは地面の窪地にある形のものが多い。幼体は産まれてすぐに活発に活動する。繁殖期は1月から8月までで、雌は3 - 4匹の子を身ごもるが、一年に出産できるのは3匹までである。
種小名のeuropaeusはラテン語で「ヨーロッパの」の意である。

## 分類・遺伝
ヤブノウサギの分類学的な記載は、1778年にドイツの動物学者ペーター・ジーモン・パラスによって行われた。属名のLepusはラテン語で野ウサギを意味し、他に31種を含む。ノウサギ属は長い脚と広い鼻孔、そして生まれてすぐ行動できる（早成性）といった特徴で他のウサギ科の動物と区別される。ヨーロッパに生息する種には他にコルシカノウサギやグラナダノウサギなどがあり、これらはヤブノウサギの亜種とされたこともあるが、DNAシークエンシングや形態学的な分析では別種であることが支持されている。
ヤブノウサギとケープノウサギが同種であるかどうかについては議論がある。核遺伝子プールを用いた研究では、2種は同種であることが示唆されたが、一方でミトコンドリアDNAの研究では別種とみなしてよいほど遺伝的差異があるとされた。2008年の研究では、ノウサギ属では急速な進化のため、ミトコンドリアDNAだけではなく核遺伝子プールも踏まえて種を定めるべきであるとされている。2種の遺伝的な違いは種分化というよりも地理的な分断によっている可能性がある。近東では遺伝子流動が原因で中間型が見られると考えられている。2008年の別の研究では、種複合体になっているかを結論付けるにはさらなる研究が必要であるとしており、反証が出るまではヤブノウサギ1種として扱われる。
分岐分類学的研究では、現在のヤブノウサギは更新世の最終氷期にイタリア半島やバルカン半島、小アジアにいたヤブノウサギの子孫とされる。中央ヨーロッパへの進出は人類による環境変化によって始まったと考えられている。現在の集団では遺伝的多様性が高く、近親交配の兆候は見られない。遺伝子流動は雄に対してより大きいが、集団は母系的に構成されている。遺伝的多様性はドイツのノルトライン＝ヴェストファーレンで特に高いが、遺伝子流動の制限によって孤立した集団内での遺伝的多様性が減少する可能性がある。 

## 特徴

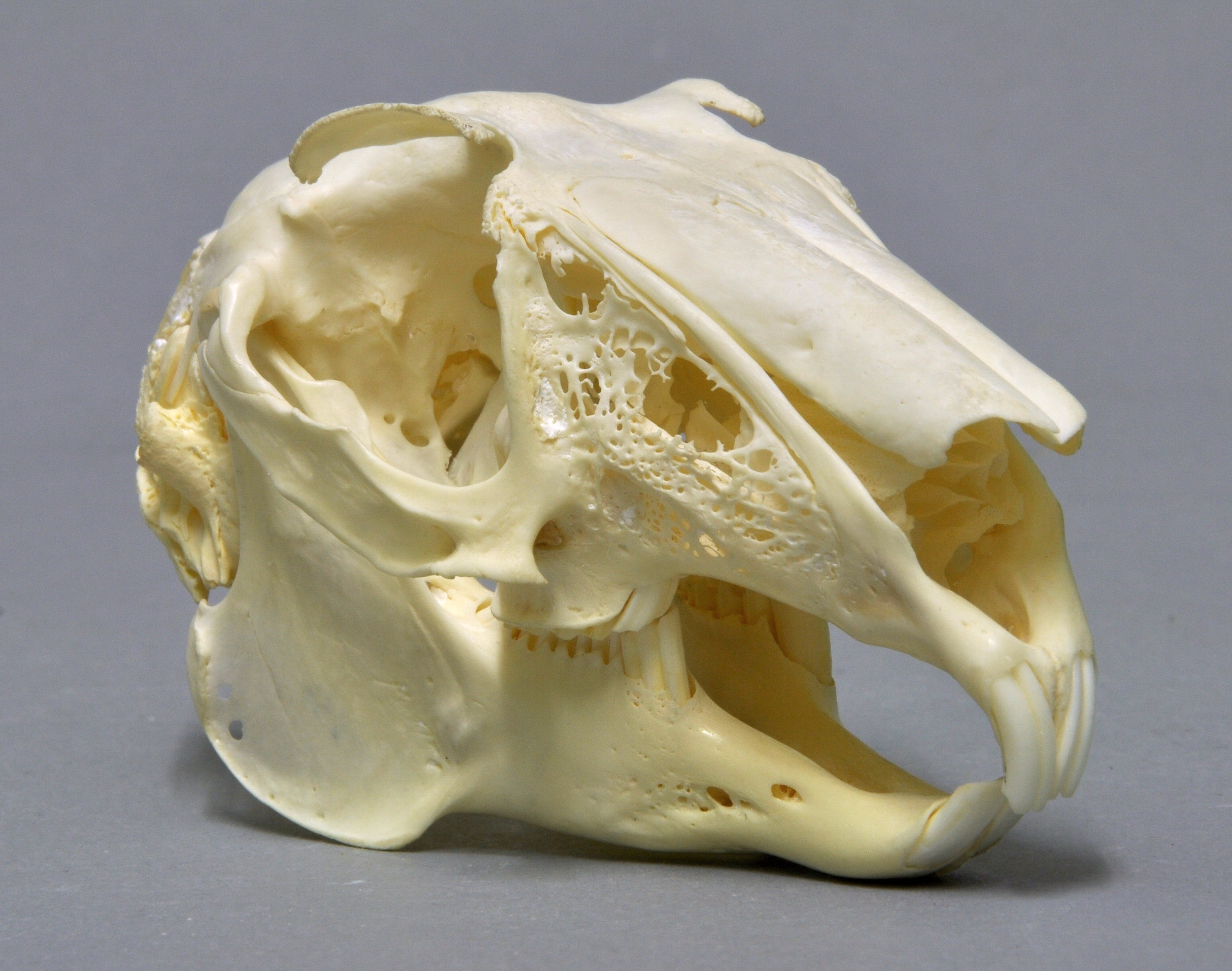
頭蓋骨

他のウサギ属と同様に陸生の速く走ることのできる哺乳類である。頭の比較的高い位置に目があり、長い耳と柔軟な首を持つ。歯は絶え間なく成長し、手前側の門歯は植物を噛むために発達しているが、奥の門歯はクギのような形をしているものの働きはない。門歯と奥歯は間隔が空いており、奥歯は植物を咀嚼するのに特化している。広原を速く走るために脚の筋肉質は発達し、鼻腔は広く、心臓も大きい。ウサギ科の中で最大種であり、頭から尻尾までの長さは60 - 75センチメートルにもなる。尻尾の長さは7 - 11センチメートルである。体重は普通、3 - 5キログラムである。耳の長さは9 - 11センチメートルで後脚は14 - 16センチメートル 。背中の毛皮は長い巻き毛で白黒の毛が混じった黄色がかった茶色である。肩や脚、首、のどは赤褐色である。腹側は白色で、尻尾と耳の先端も白色である。冬に完全な白色にはならない。しかし、頭部は白色になりやすく、尾部は灰色になることもある。 

## 生息地

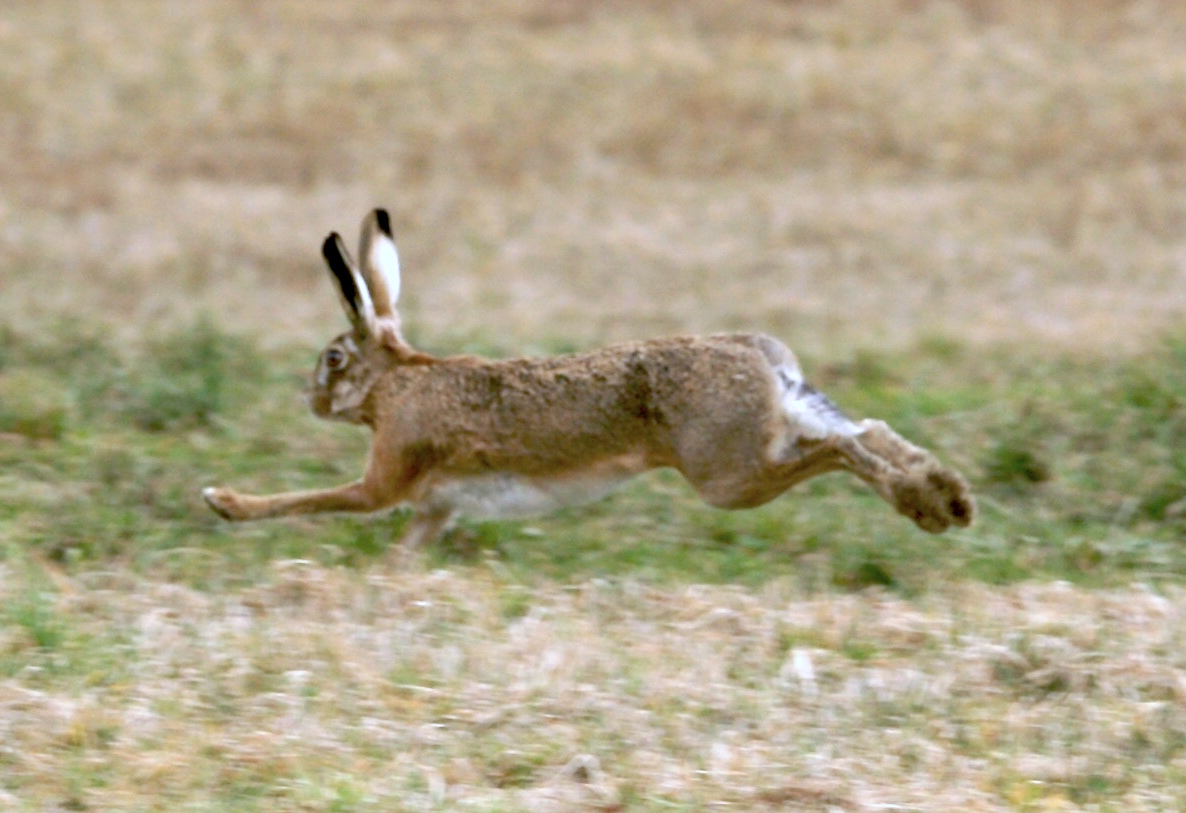

ヨーロッパ大陸部やアジアの一部に在来している。生息地はスペインの北部からスカンディナヴィア半島南部、シベリアにまで広がる。ブリテン島には約2,000年前頃に持ち込まれたとされる。この頃には、地中海の島々にも持ち込まれたと推定されている。ジビエのための狩猟動物として,アメリカ合衆国のオンタリオ州やニューヨーク州、南アメリカの南部、オーストラリア、ニュージーランドなど生息地以外に持ち込まれた地域もある。本来、ノウサギは広野に小枝などで巣を作るが、農耕地にも巣を作ることがある。チェコでなされた研究によれば、主な生息地は標高200メートル以下で、年間で40 - 60日は雪に覆われ、年降水量は450 - 750ミリメートル、年平均気温10℃程度の地域とされる。

## 生態

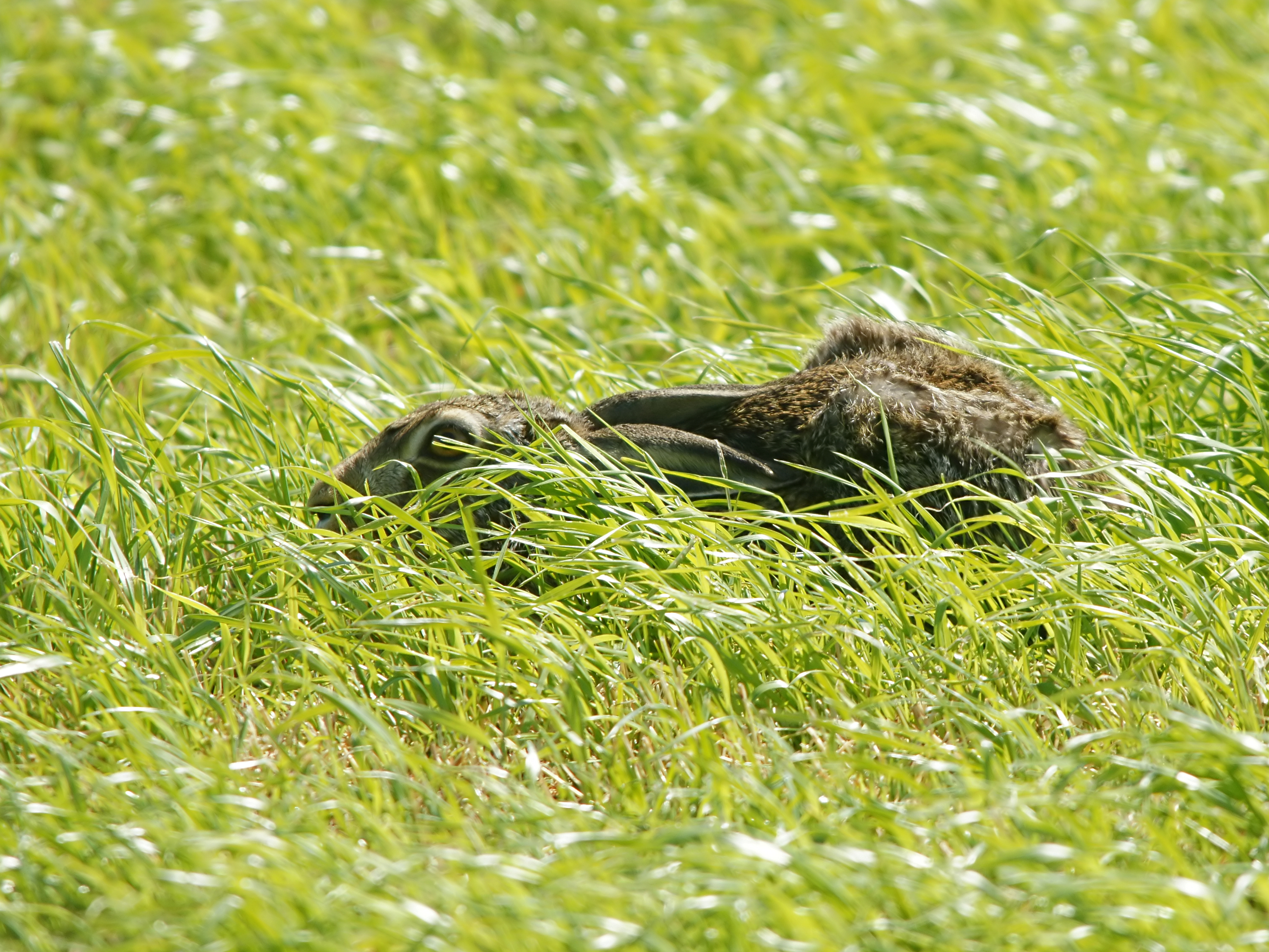

夜行性で、活動の3分の1は餌を探すことに使われる。日中は地面のくぼみに隠れている。時速70キロメートルで走ることができ、捕食者に遭遇した時は広野に逃げ込む。また集団で行動をしており、300ヘクタールの行動圏内では他のウサギの縄張りに他のウサギが入り込むことはない。視覚的な合図の動作でコミュニケーションを取っている。例えば、片耳をあげて、もう片耳は立っていないときは、相手に近づかないよう警告している。他のウサギと戦う時は前脚を叩きつける。一方で、後ろ脚は捕食者を仲間に伝えるために使われる。傷ついた時や恐怖を感じた時は金切り声をあげ、雌が子どもを呼び寄せる時は喉から声を出す。寿命は12年である。 

### 食性

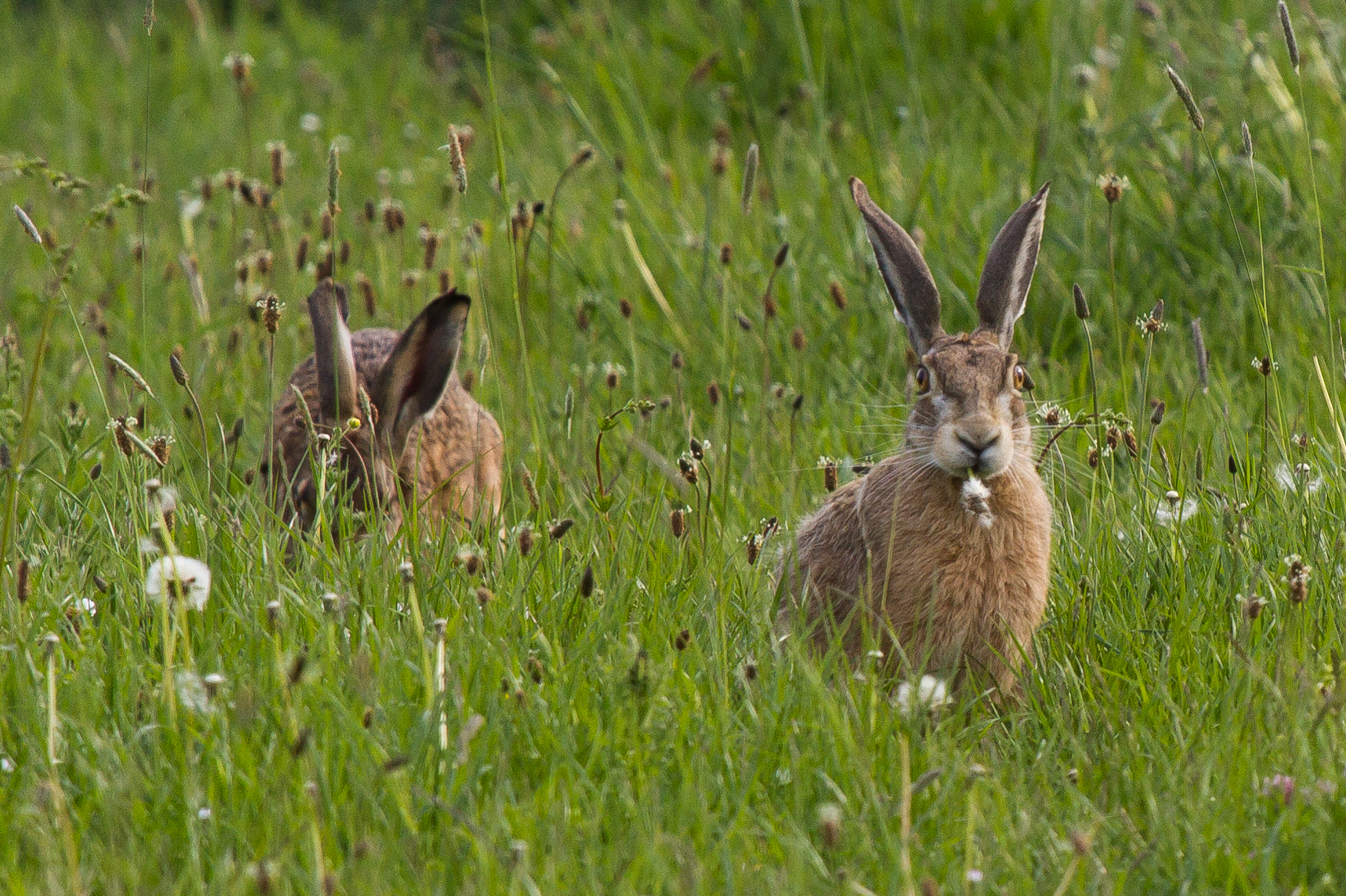

草食性であり、普段は野草を探し求めるが、農作物を食べることがある。春から夏にかけては豆類、クローバー、ヒナゲシも食することがある。秋から冬にかけては冬小麦を好むが、テンサイやニンジンも好むため、これらの農作物は狩猟の際に使われる。冬の間は小枝や芽、低木の樹皮を食べる。なお、粗繊維質の食べ物より高い栄養価の食べ物を好むが、穀物はあまり好まない。小枝を食べる時は、維管束組織内の水溶性の炭水化物にたどりつくため、樹皮を剥ぐ。また、食糞を行うことで、未消化のタンパク質やビタミンを摂取することがある。 

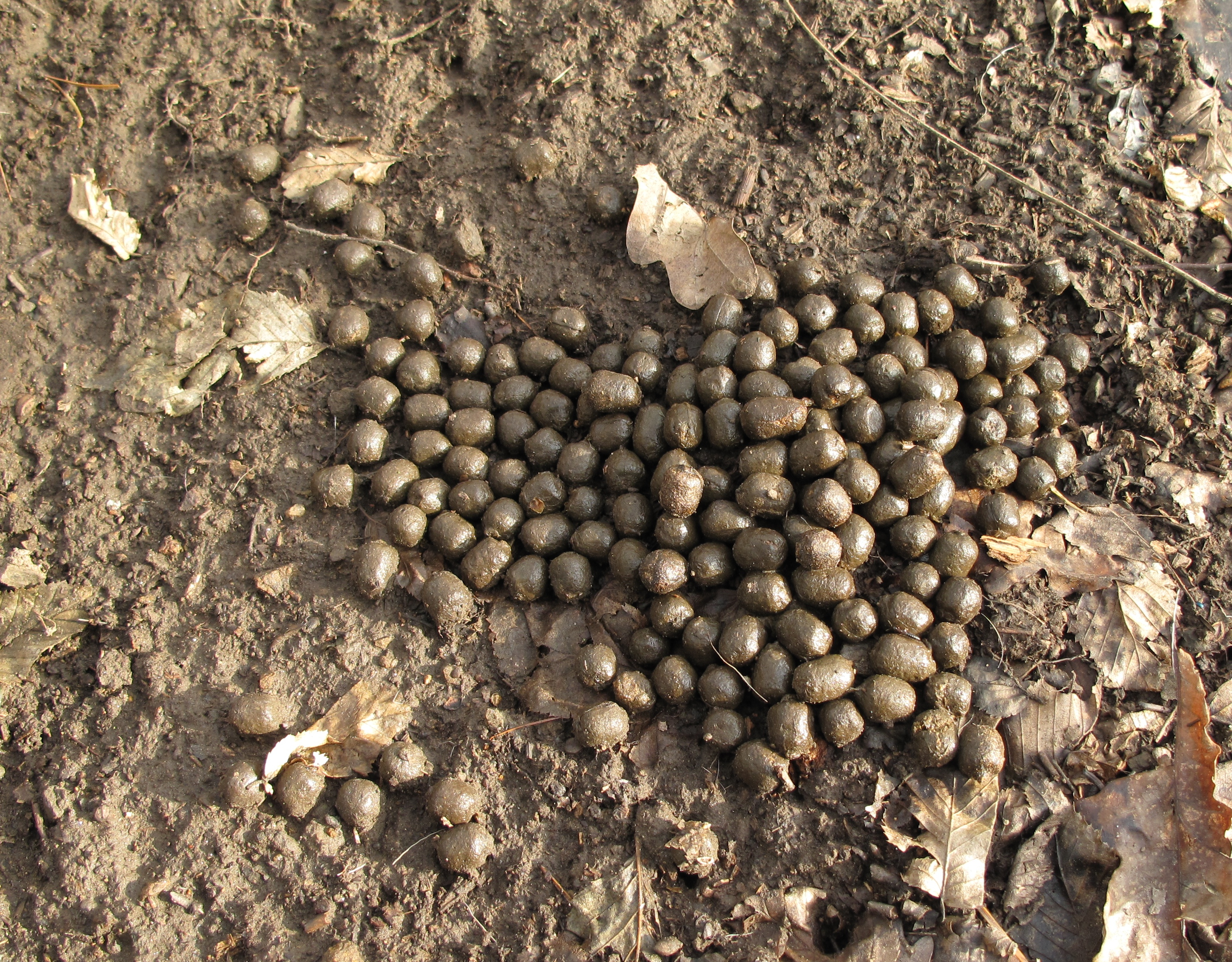
ヤブノウサギの糞